# Ѡ
Ѡ, ѡ (omega) – litera cyrylicy wzorowana na greckiej minuskule ω. Odpowiada głosce [o].

## Kodowanie
| Znak                   | Ѡ                             | Ѡ                             | ѡ                           | ѡ                           |
| ---------------------- | ----------------------------- | ----------------------------- | --------------------------- | --------------------------- |
| Nazwa w Unikodzie      | cyrillic capital letter omega | cyrillic capital letter omega | cyrillic small letter omega | cyrillic small letter omega |
| Kodowanie              | dziesiątkowo                  | szesnastkowo                  | dziesiątkowo                | szesnastkowo                |
| Unicode                | 1120                          | U+0460                        | 1121                        | U+0461                      |
| UTF-8                  | 209 160                       | d1 a0                         | 209 161                     | d1 a1                       |
| Odwołania znakowe SGML | &#1120;                       | &#x0460;                      | &#1121;                     | &#x0461;                    |